# Ciprusi Központi Bank
A Ciprusi Központi Bank (görögül: Kεντρική Τράπεζα Κύπρου, törökül: Kıbrıs Merkez Bankası, angolul: Central Bank of Cyprus) a Ciprusi Köztársaság központi bankja. Ciprus korábbi hivatalos pénznemének, a fontnak az egyedüli kibocsátója. A Központi Bankok Európai Rendszerének tagja. Segédkezik az ország gazdasági és monetáris politikájának alakításában. Részvénytársasági formában működik.